# Grand Prix automobile de Suisse 1947

Circuit de Bremgarten

Résultats du Grand Prix automobile de Suisse de 1947 qui a eu lieu sur le circuit de Bremgarten le 8 juin 1947.

## Classement

### Qualification 1
Les pilotes en gras sont qualifiés pour la finale
| Pos | No | Pilote              | Voiture        | Tours | Temps/Abandon     | Grille |
| --- | -- | ------------------- | -------------- | ----- | ----------------- | ------ |
| 1   | 36 | Achille Varzi       | Alfa Romeo 158 | 20    | 1 h 03 min 37 s 5 |        |
| 2   | 34 | Carlo Felice Trossi | Alfa Romeo 158 | 20    | + 0 s 6           | 1      |
| 3   | 32 | Raymond Mays        | ERA D          | 20    | + 2 min 31 s 5    |        |
| 4   | 48 | Nello Pagani        | Maserati 4CL   | 20    | + 2 min 43 s 4    |        |
| 5   | 26 | Robert Ansell       | Maserati 4CL   | 19    | + 1 tour          |        |
| 6   | 50 | Nino Grieco         | Maserati 4CL   | 17    | + 3 tours         |        |
| 7   | 62 | Harry Schell        | Cisitalia D46  | 17    | + 3 tours         |        |
| 8   | 42 | Enrico Platé        | Maserati 4CL   | 15    | + 5 tours         |        |
| Ret | 24 | Gordon Watson       | Alta           | 12    | Réservoir fendu   |        |
| Ret | 60 | Prince Bira         | Maserati 4CL   | 7     | Essieu arrière    |        |
| Ret | 64 | Raymond de Sauge    | Cisitalia D46  | 3     | Pneus             |        |
| Ret | 8  | Robert Klempener    | Delage D6.70   | 2     | Direction         |        |

- Pole position : Carlo Felice Trossi en 2 min 42 s 9
- Tour le plus rapide : Achille Varzi en 3 min 02 s 3
- Note : Achille Varzi heurte et tue un petit garçon qui traversait la piste lors de sa rentrée au stand après l'arrivée.

### Qualification 2
Les pilotes en gras sont qualifiés pour la finale
| Pos | No | Pilote              | Voiture        | Tours | Temps/Abandon      | Grille |
| --- | -- | ------------------- | -------------- | ----- | ------------------ | ------ |
| 1   | 38 | Jean-Pierre Wimille | Alfa Romeo 158 | 20    | 57 min 46 s 3      | 1      |
| 2   | 32 | Consalvo Sanesi     | Alfa Romeo 158 | 20    | + 2 min 10 s 2     |        |
| 3   | 44 | Luigi Villoresi     | Maserati 4CL   | 20    | + 2 min 29 s 4     |        |
| 4   | 46 | Louis Chiron        | Maserati 4CL   | 20    | + 2 min 32 s 4     |        |
| 5   | 22 | Raymond Sommer      | Maserati 4CL   | 20    | + 2 min 57 s       |        |
| 6   | 16 | Raph                | Maserati 4CL   | 18    | + 2 tours          |        |
| Ret | 28 | Leslie Johnson      | Talbot 150C    | 11    | Accident           |        |
| Ret | 2  | Roger Loyer         | Delage D6.70   | 6     | Levier de vitesses |        |
| Ret | 58 | Adolfo Mandirola    | Maserati 4CL   | 1     |                    |        |

- Pole position : Jean-Pierre Wimille en 2 min 47 s 9
- Tour le plus rapide : Raymond Sommer en 2 min 46 s 6
- Note : au 11e tour, Leslie Johnson bloque ses freins, part en glissade dans la foule et tue deux personnes.

### Finale
| Pos | No | Pilote               | Voiture        | Tours | Temps/Abandon     | Grille |
| --- | -- | -------------------- | -------------- | ----- | ----------------- | ------ |
| 1   | 38 | Jean-Pierre Wimille  | Alfa Romeo 158 | 30    | 1 h 25 min 09 s 1 | 1      |
| 2   | 36 | Achille Varzi        | Alfa Romeo 158 | 30    | + 44 s 7          | 2      |
| 3   | 34 | Carlo Felice Trossi  | Alfa Romeo 158 | 30    | + 1 min 17 s 4    |        |
| 4   | 22 | Raymond Sommer       | Maserati 4CL   | 29    | + 1 tour          |        |
| 5   | 32 | Consalvo Sanesi      | Alfa Romeo 158 | 29    | + 1 tour          | 3      |
| 6   | 44 | Luigi Villoresi      | Maserati 4CL   | 29    | + 1 tour          |        |
| 7   | 48 | Nello Pagani         | Maserati 4CL   | 28    | + 2 tours         |        |
| 8   | 42 | Prince Bira          | Maserati 4CL   | 28    | + 2 tours         |        |
| 8   | 42 | Enrico Platé         | Maserati 4CL   | 28    | + 2 tours         |        |
| 9   | 54 | Toulo de Graffenried | Maserati 4CL   | 27    | + 3 tours         |        |
| 10  | 16 | Raph                 | Maserati 4CL   | 27    | + 3 tours         |        |
| 11  | 26 | Robert Ansell        | Maserati 4CL   | 26    | + 4 tours         |        |
| 12  | 12 | Henri Louveau        | Delage D6.70   | 26    | + 4 tours         |        |
| 13  | 46 | Louis Chiron         | Maserati 4CL   | 25    | + 5 tours         |        |
| 14  | 10 | Ernst Hürzeler       | Delage D6.70   | 25    | + 5 tours         |        |
| 15  | 18 | Louis Rosier         | Talbot 150SS   | 25    | + 5 tours         |        |
| 16  | 4  | Eugène Chaboud       | Delahaye 135S  | 24    | + 6 tours         |        |
| 17  | 50 | Nino Grieco          | Maserati 4CL   | 24    | + 6 tours         |        |
| Ret | 30 | Raymond Mays         | ERA D          | 23    | Cardan            |        |
| Ret | 14 | Maurice Trintignant  | Delage D6.70   | 11    | Pompe à carburant |        |
| Ret | 62 | Harry Schell         | Cisitalia D46  | 7     | Différentiel      |        |
| Ret | 62 | Raymond de Sauge     | Cisitalia D46  | 7     | Différentiel      |        |